# Jobe Bellingham
Jobe Samuel Patrick Bellingham (ur. 23 września 2005 w Stourbridge) – angielski piłkarz występujący na pozycji pomocnika lub napastnika w niemieckim klubie Borussia Dortmund oraz w reprezentacji Anglii U-21.

## Kariera
Jobe urodził się 23 września 2005 roku w Stourbridge. Jego ojciec, Mark Bellingham, gra w piłkę na poziomie amatorskim, natomiast jego starszy brat, Jude Bellingham jest profesjonalnym piłkarzem występującym w Realu Madryt.
Bellingham jeszcze jako dziecko dołączył do Birmingham City. W seniorskiej drużynie zadebiutował 8 stycznia 2022 w meczu przeciwko Plymouth Argyle w ramach FA Cup. Łącznie w drużynie z Birmingham rozegrał 26 meczów, z czego 24 w Championship.
14 czerwca 2023 Jobe Bellingham przeszedł do Sunderlandu. . 
Transfer Bellinghama do Borussi Dortmund ogłoszono 10 czerwca 2025. Zawodnik miał kosztować niemiecki klub około 30 mln euro plus bonusy. 

## Statystyki kariery

### Klubowe
(aktualne na dzień 19 sierpnia 2023)
| Klub               | Sezon              | Liga               | Liga  | Liga   | Puchar kraju | Puchar kraju | Europa | Europa | Inne  | Inne   | Suma  | Suma   |
| Klub               | Sezon              | Liga               | Mecze | Bramki | Mecze        | Bramki       | Mecze  | Bramki | Mecze | Bramki | Mecze | Bramki |
| ------------------ | ------------------ | ------------------ | ----- | ------ | ------------ | ------------ | ------ | ------ | ----- | ------ | ----- | ------ |
| Birmingham         | 2021/22            | Championship       | 2     | 0      | 1            | 0            | —      | —      | —     | —      | 3     | 0      |
| Birmingham         | 2022/23            | Championship       | 22    | 0      | 1            | 0            | —      | —      | —     | —      | 23    | 0      |
| Birmingham         | Łącznie            | Łącznie            | 24    | 0      | 2            | 0            | 0      | 0      | 0     | 0      | 26    | 0      |
| Sunderland         | 2023/24            | Championship       | 46    | 7      | 1            | 0            | —      | —      | —     | —      | 46    | 2      |
| Sunderland         | 2024/25            | Championship       | 43    | 4      | 0            | 0            |        |        |       |        | 43    |        |
| Sunderland         | Łącznie            | Łącznie            | 3     | 2      | 1            | 0            | 0      | 0      | 0     | 0      | 4     | 2      |
| Łącznie w karierze | Łącznie w karierze | Łącznie w karierze | 27    | 2      | 3            | 0            | 0      | 0      | 0     | 0      | 30    | 2      |